# جريس البستاني

جريس البستاني شاعر زجلي لبناني، ولد عام 1937 في حي الحمرا، الدامور / لبنان.
تلقّى دروسه الأولى في مدرسة داخلية للأيتام في كبوشية عبيه، وهناك قرأ الكثير عن «مثايل» عنترة وأبي زيد الهلالي، وأخذ برنّة هذه الأشعار، ودخلت إلى أعماقه. وتطور الأمر معه حتى صار يلحق بالجوقات الزجلية لشدة ولعه بالزجل.
غنّى مع جوقة «حسون الوادي» وعندما سمعه الشاعر خليل روكز أعجب به وطلب منه الإضمام إلى «جوقة الجبل» في العام 1958.
ظل يغنّي مع هذه الجوقة حتى وفاة خليل روكز في العام 1962، فأسس «جوقة خليل روكز» وفاء له، والتي استمرت حتى العام 1971 حيث تغيّر اسمها إلى «جوقة القلعة» فانفصل عنها وعاد ثانية إلى «جوقة الجبل» وهي جوقته الأساسية حتى اليوم.
صدر له أربعة دواويين شعرية مطبوعة عدا الأعمال الكثيرة التي تحتاج إلى جمع وطباعة.
كتب العديد من أغاني المسرحيات كمسرحية "يوسف بك كرم" و"صانع الأحلام" و"طانيوس شاهين.
تضم جوقة الجبل اليوم جريس البستاني، محمود بو إسماعيل وإلياس أبو راشد وداني صفير.
صحيفة المستقبل - الأربعاء 9 تموز 2003 - العدد 1342 - ثقافة وفنون - صفحة 20 (بتصرف)